# TS-11 (航空機)
PZL TS-11 イスクラ
ラドム航空ショーで展示されるTS-11
- 用途：練習機
- 分類：高等練習機、軽攻撃機
- 設計者：航空機製作センター
- 製造者：PZL
- 運用者：
  -  ポーランド（ポーランド空軍）
  -  インド（インド空軍）
- 初飛行：1960年2月5日
- 生産数：424機
- 生産開始：1963年-1987年
- 運用開始：1963年
- 退役：2022年
- ユニットコスト：US$200,000-300,000

TS-11は、ポーランドが開発したジェット練習機。愛称はイスクラ（Iskra：ポーランド語で「閃光」の意）。ポーランドが開発した最初のジェット機でもある。

## 開発
ポーランド空軍のTS-8ビェスの後継機として、OKL（航空機製作センター）が、1957年より開発を始めた。1960年2月5日に初飛行を行ない、WSK（輸送機器生産センター）が開発を継続してPZLにて製造、1963年3月よりポーランド空軍に引渡しが開始された。

## 設計
主翼は中翼式で、主翼付け根に空気取り入れ口があり、エンジンは操縦席後部の胴体内に搭載する。胴体下面に排気口があり、ブーム状の後部に尾翼がある。原型機や初期生産型は、国産の軸流式ターボジェットエンジンHO-10（推力800kg）を搭載したが、その後SO-3（推力1,000kg）に変更された。機首右側に23mm機関砲1門、主翼下のハードポイントに爆弾、機銃ポッド、ロケット弾ポッドなどが搭載できるので、軽攻撃機としても使用できる。また、後席を撤去して200ℓの燃料タンクを設置した、攻撃型や偵察型も製作された。

## 運用
後継機として1982年にPZL I-22が開発されたが、1990年代に中止されたため、M-346が配備されるまでTS-11は長らくポーランド空軍のジェット練習機の主力であった。また、曲技飛行隊である「ロムビック（「菱形」の意）」では1969年に採用され、同チームが「ビアノチェルバーノ・イスクリ（「赤と白の閃光」の意。海外では「チーム・イスクラ」とも）」と名を変えて以降も用いられた。航空ショーでは操縦教官が初等練習機（PZL-130）で展示飛行を行うオルリク・エアロバティックチームとの共演も行なっていた。
1962年のワルシャワ条約機構加盟国共同練習機の候補にもなったが、チェコスロバキア製のアエロ L-29 デルフィーンに敗れた。それでも1975年には、インドより50機を受注した。インド空軍のTS-11は、2004年12月16日に退役するまでに7機が事故で失われ、4名が殉職した。

## 各型

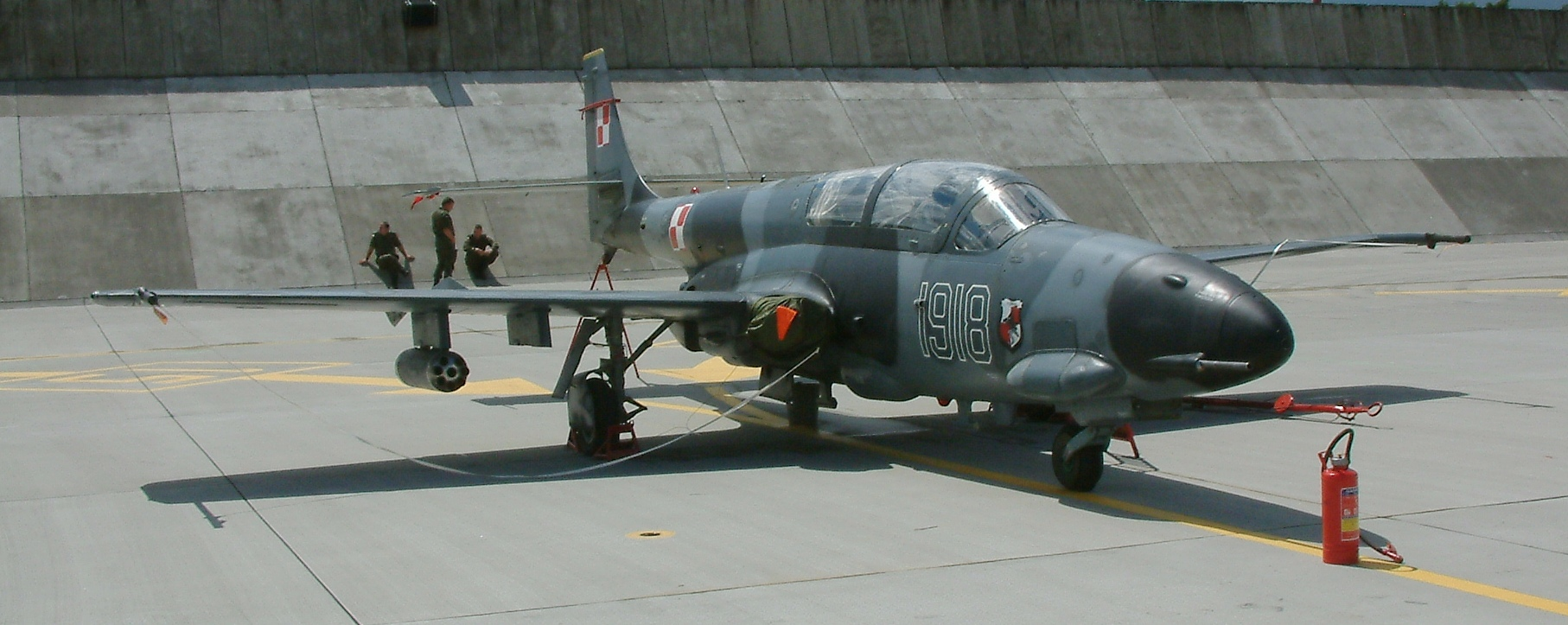
TS-11R

TS-11
原型機。
TS-11bisA
初期生産型。主翼下ハードポイントは2ヶ所。
TS-11bisB
bisAの改良型。主翼下ハードポイントは4ヶ所。
TS-11bisC
偵察機型。機首左側に偵察カメラを搭載。
TS-11bisD
bisBの改良型。インド空軍向けに改良された機体。
TS-11bisDF
最終生産型。攻撃能力が強化され、エンジンをSO-3W（推力1,100kg）に換装。
TS-11R
海軍向けの複座軽攻撃機。機首にRDS-81探知レーダーを搭載。1991年に空軍が6機を導入。
TS-11 BR 200
1972年に開発された単座攻撃機型。試作のみ。
TS-11MR
近代化改修機。1988年からビアノチェルバーノ・イスクリ向けに配備。
TS-11「イスクラ・ジェット」 / TS-11「スパーク」
退役したTS-11をアメリカ、オーストラリア向けの民間アクロバット機として売却した際の名称。
TS-11F
ヘッドアップディスプレイを追加装備した近代化改修機。ポーランド空軍が配備を進めているF-16C/D Block 52アドバンスドに対応。

## 諸元
- 全長：11.15m
- 全幅：10.06m
- 全高：3.50m
- 自重：2,560kg
- 最大離陸重量：3,840kg

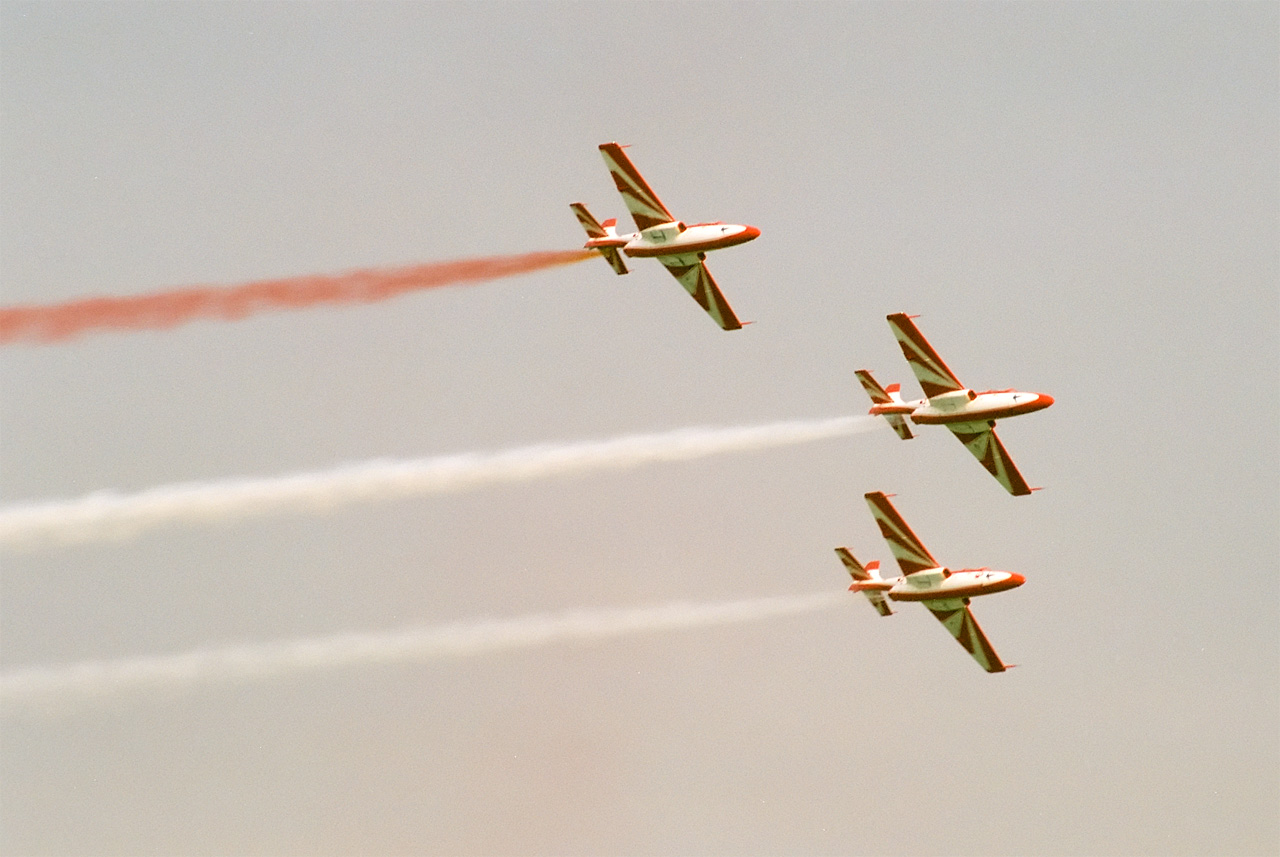
ラドム航空ショーで空にポーランド国旗を描く「チーム・イスクラ」（2007年）。

- エンジン：WSK SO-3（推力1,000kg）1基
- 最高速度：388kt (719km/h)
- 巡航速度：324kt (600km/h)
- 航続距離：637nm (1,180km)
- 乗員：2名

## 参考資料
1. ↑  Indian Iskras Phased Out www.bharat-rakshak.com
2. ↑  ITWL - THE UPGRADING OF THE TS-11F ISKRA TO PROVIDE TRANING TO PILOTS FOR F-16